# Maison Horta
Pour les articles homonymes, voir Horta.
La maison et atelier de Victor Horta (devenue le musée Horta) est un édifice Art nouveau situé à Saint-Gilles, en région bruxelloise, en Belgique. L'édifice est constitué de l'habitation personnelle de l'architecte Victor Horta ainsi que de son atelier.

## Historique
Victor Horta acquiert deux parcelles mitoyennes de la rue Américaine en 1898. Les deux immeubles qui composent cette maison sont bâtis entre 1898 et 1901.  Bien qu'ils soient conçus ensemble et communiquent par l'intérieur, ils ont chacun leur individualité propre, ceci afin d'affirmer la distinction entre sphère privée et atelier professionnel. La présence de ce dernier est notamment justifiée par la complexité de certains éléments décoratifs conçus par Horta, qui exigent la réalisation de moulages ou autres ébauches afin de faciliter la réalisation ultérieure de ces pièces par les artisans concernés, auxquels de simples plans ne suffisent pas toujours .
Classé au titre de patrimoine immobilier protégé le 16 octobre 1963 l’édifice est transformé en un musée qui est inauguré le 29 mars 1969.

## Architecture
L'habitation privée comprend deux escaliers : l'escalier d'honneur destiné aux propriétaires et invités, et un escalier de service. 
Le plus remarquable est la structure interne de l'habitation privée : elle n'est pas réellement découpée en étages dans la mesure où l'ascension se fait progressivement, par demi, tiers ou quart de niveau. Combiné à la quasi-absence de murs de séparation au bel étage, cette organisation ouvre des perspectives variées autres qu'horizontales, qui contribuent à donner l'impression d'une maison bien plus vaste qu'elle ne l'est réellement. En outre, comme souvent chez Horta, l'escalier n'est pas enfermé dans une cage, mais constitue réellement la colonne vertébrale de la maison, en partant même en plein salon. 
La lumière est apportée non seulement par les façades avant et arrière, mais aussi par une remarquable verrière qui surmonte l'escalier, et éclaire ainsi le centre de la maison bien mieux que dans les classiques maisons de l'époque, à trois pièces en enfilade, dont la pièce centrale était souvent relativement obscure.
Des mosaïques du sol jusqu'aux poignées de portes, le souci du détail montre un fort raffinement.

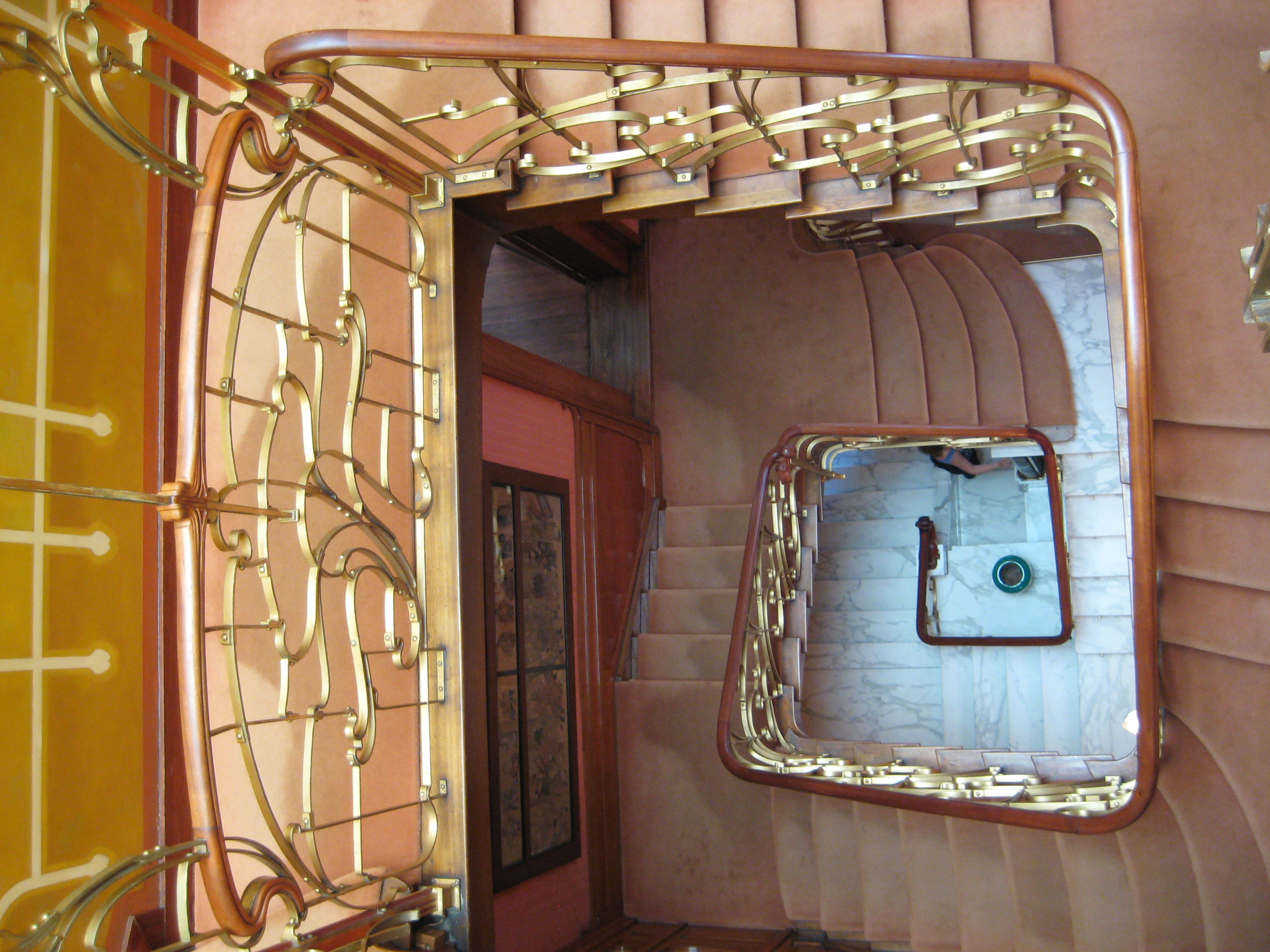
L'escalier.
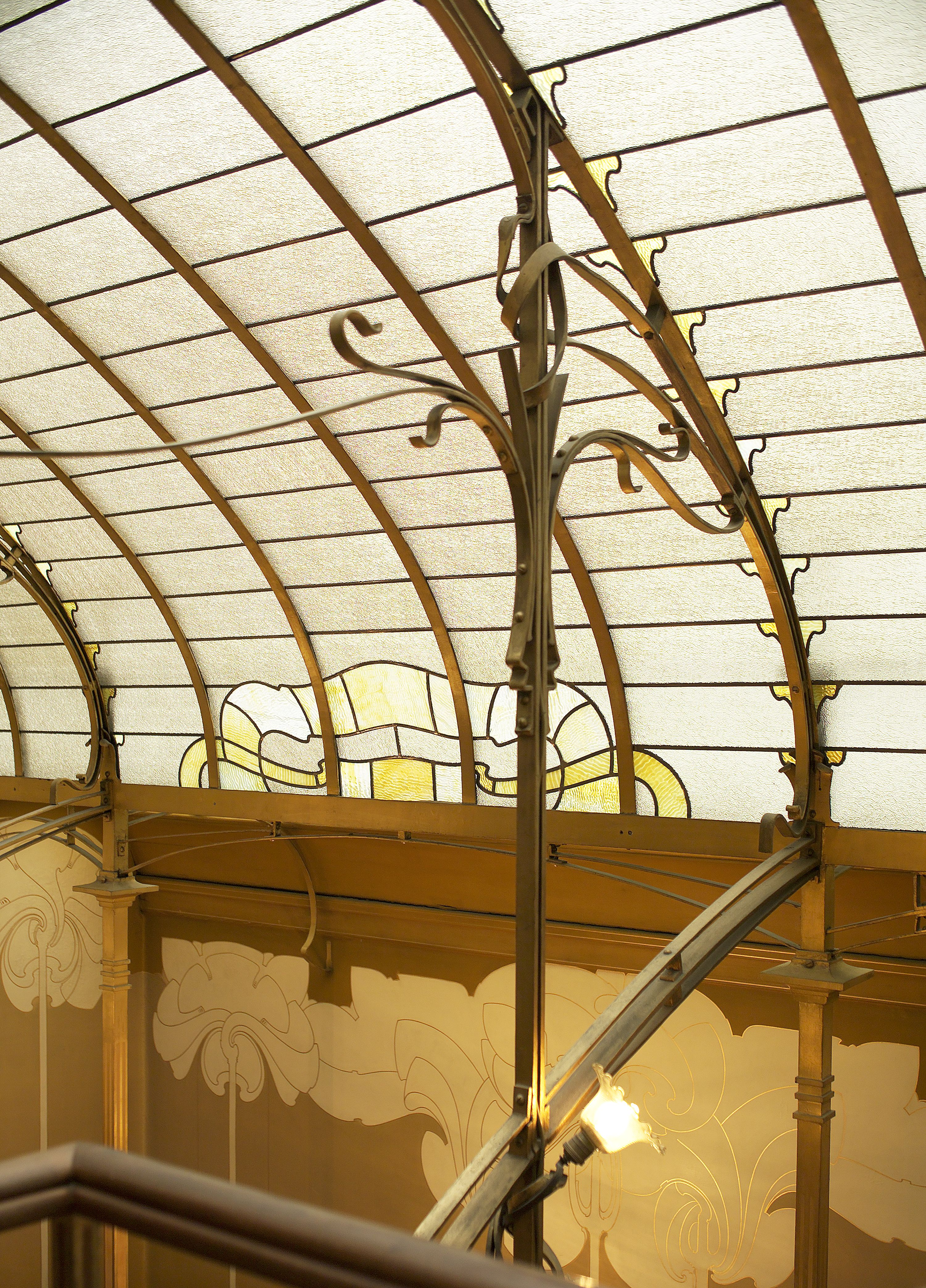
Verrière.
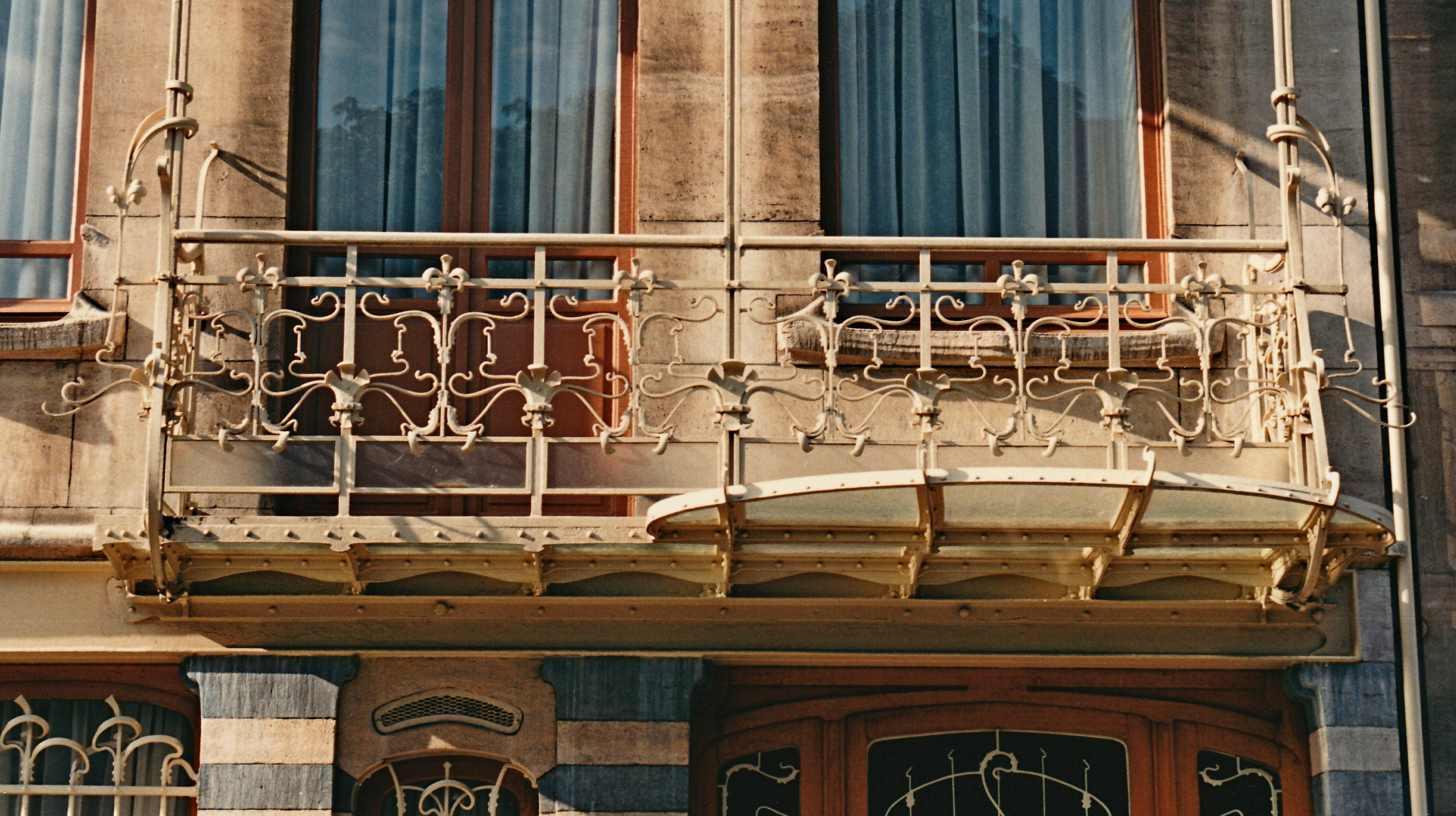
Le balcon vu de face.
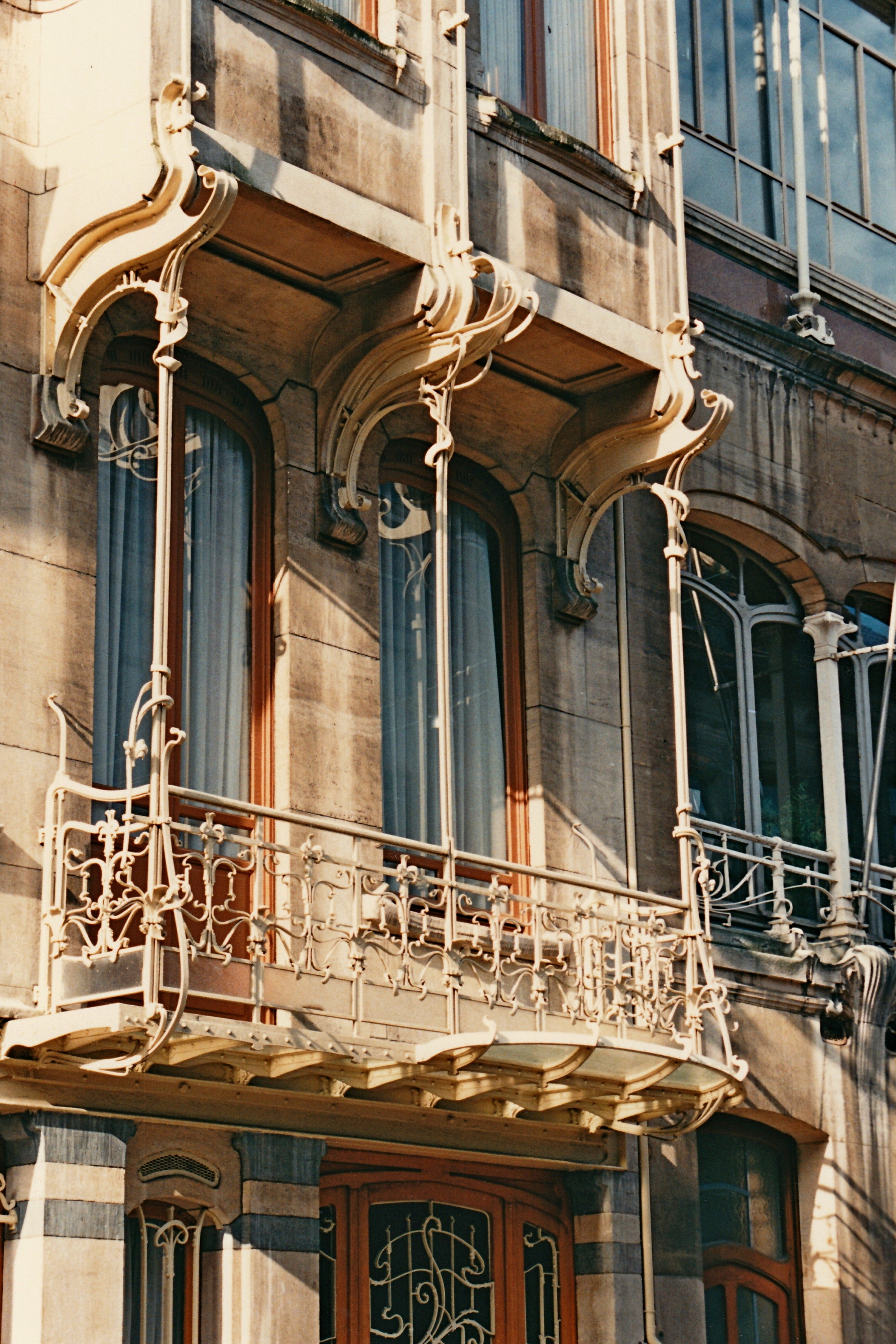
Le balcon.

### Témoin historique de la séparation des classes sociales
L'organisation de cette demeure illustre également de manière archétypale l'âge d'or de la domesticité, où disposer d'employés de maison au sein même du foyer constitue un signe de statut social élevé. 
Alors que les immeubles bourgeois traditionnels pouvaient disposer de chambre de bonne situées en haut et d'appartements bourgeois aux étages bas, c'est ici tout un pan latéral et en sous-sol de la Maison Horta qui est occupé exclusivement par le personnel de maison, dans des espaces moins lumineux et plus exigus. Les séparations nettes évitent ainsi que les résidents et les domestiques ne s'y croisent plus que nécessaire.

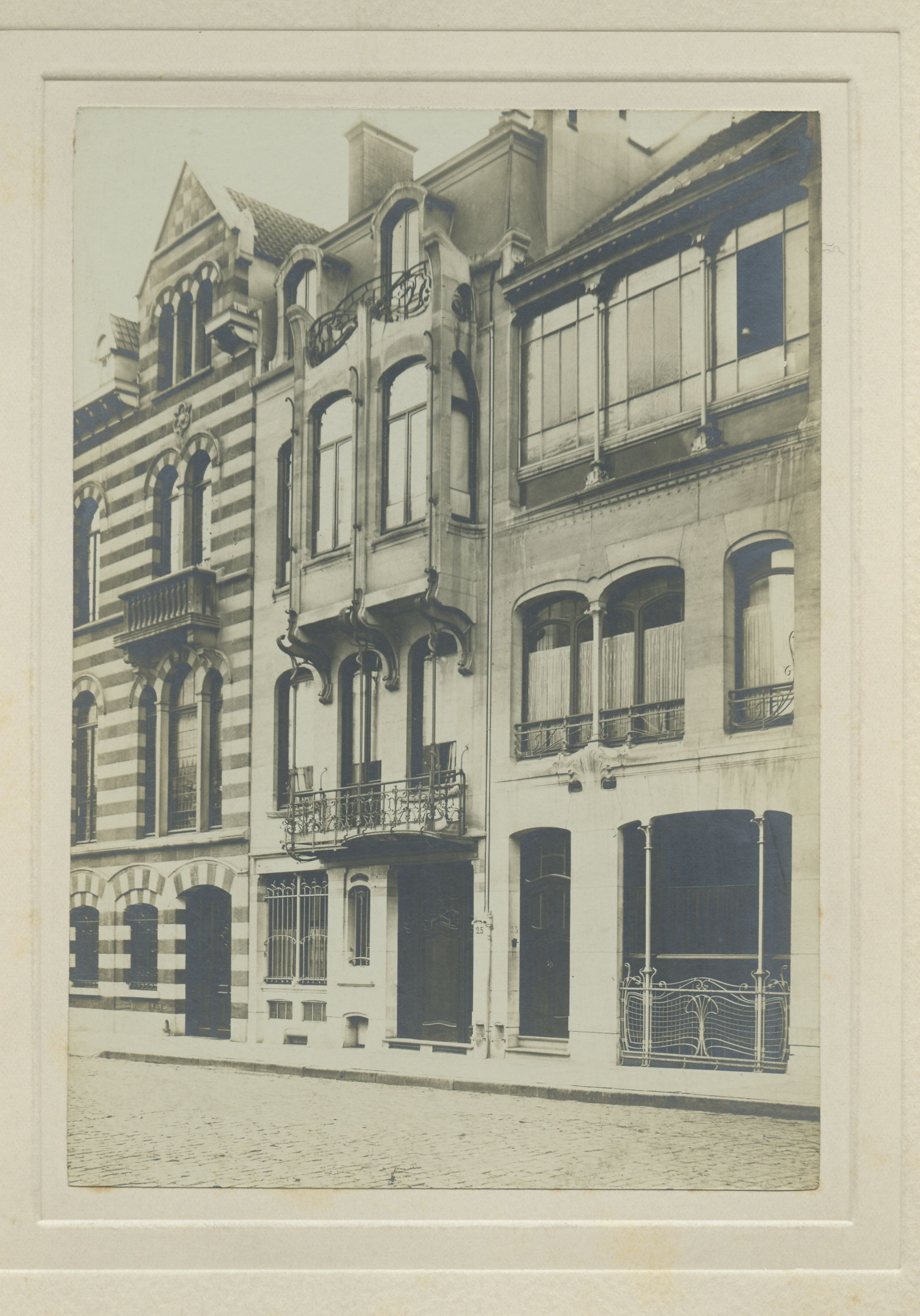
Maison Horta, c. 1900
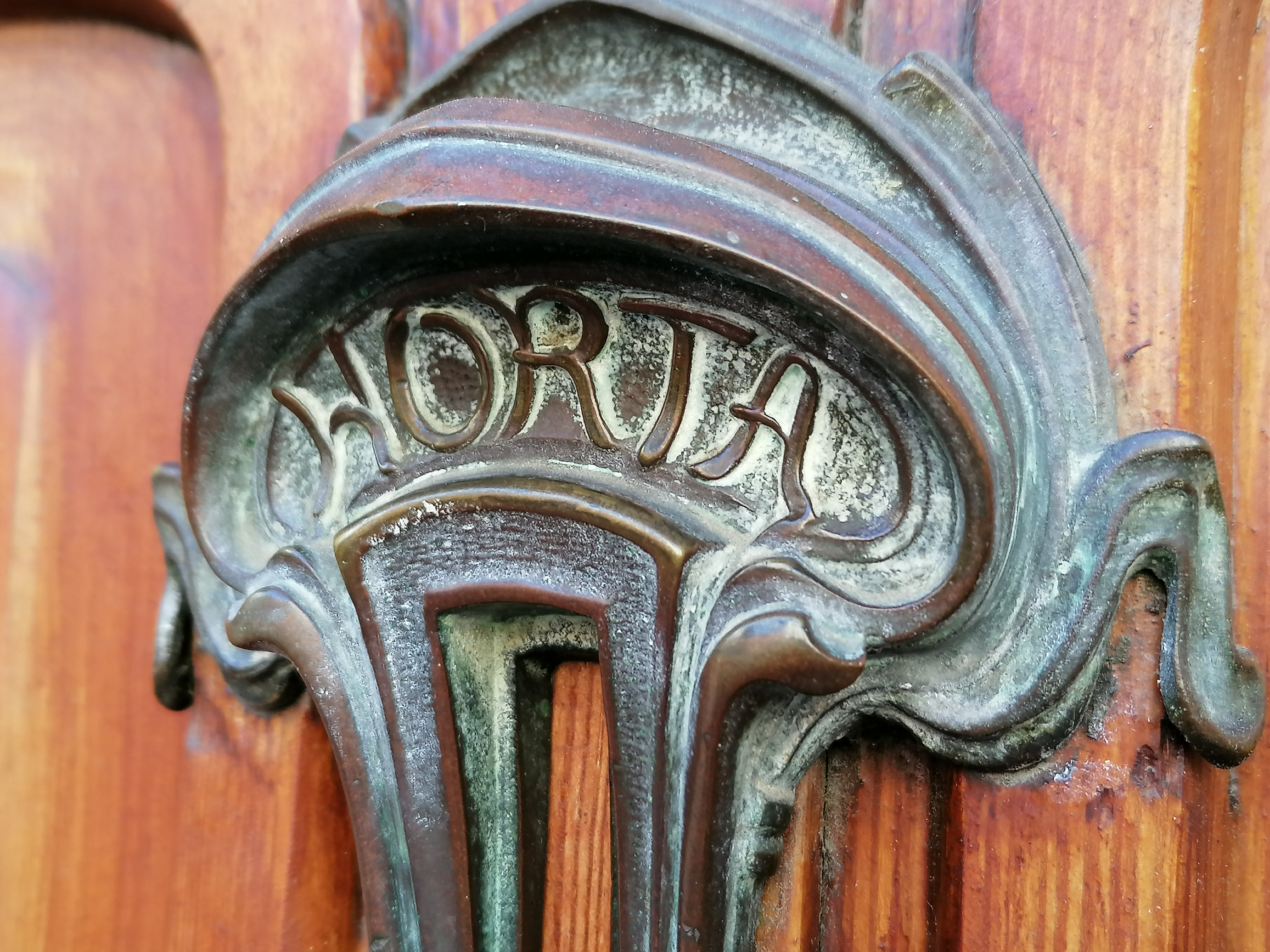
Détail de la porte
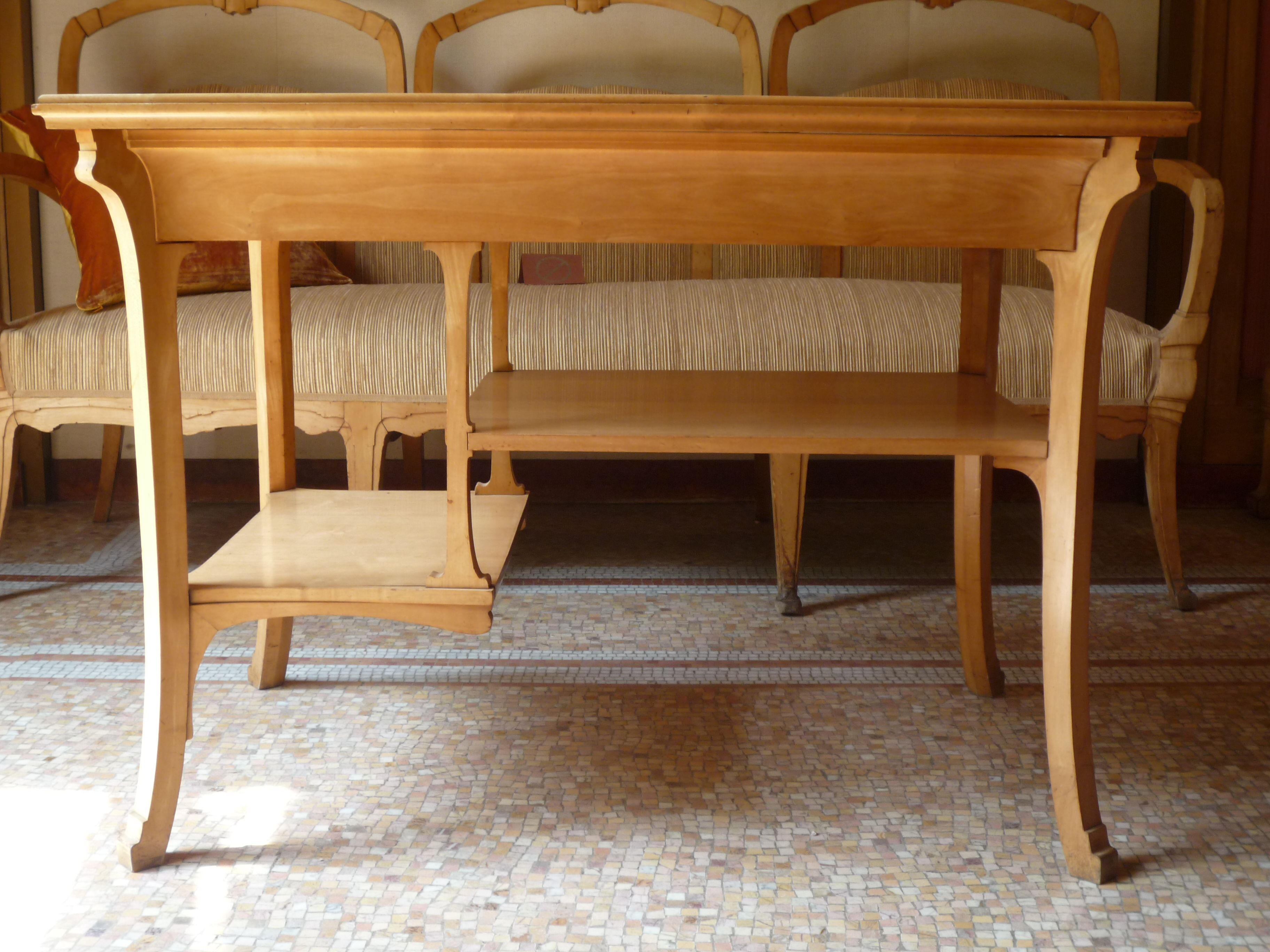
Table de Victor Horta, probablement créée pour l'Exposition internationale à Turin 1902

### Patrimoine mondial
Cette maison est classée — avec trois autres œuvres architecturales de Victor Horta — au patrimoine mondial de l'Unesco.

## Musée
Victor Horta est l'auteur de plusieurs constructions dans Bruxelles. Une promenade dans le quartier est également proposée, qui relie sept œuvres de Victor Horta :
1. Maison Horta, rue Américaine, 25
2. Maison Sander Pierron, rue de l'Aqueduc, 157
3. Maison Tassel, rue Paul-Émile Janson, 6
4. Hôtel Solvay, avenue Louise, 224
5. Hôtel Max Hallet, avenue Louise, 346
6. Maison Vinck, rue Washington, 85
7. Hôtel Dubois, avenue Brugmann, 80